# Юг II де Сен-Поль

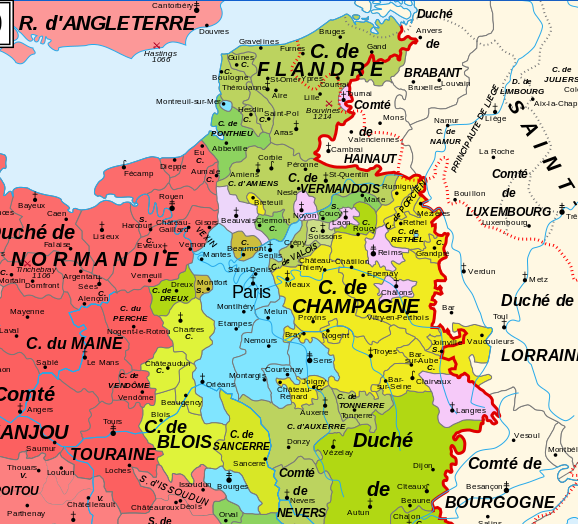
Графство Сен-Поль на карте Северо-Восточной Франции (на территории Фландрии)

Юг II де Кандавен (Hugues II de Campdavaine ou Campdavesne) (ум. до 1130) — граф Сен-Поля в 1091—1119.
Сын Юга I и его жены Клеменции. Около 1091 г. наследовал брату — Ги, умершему бездетным.
Сопровождал нормандского герцога Роберта Куртгёза в Первом крестовом походе. Отличился при осаде Антиохии, участвовал в штурме Иерусалима. Под Марой погиб его сын Ангеран.
Вернувшись из Святой земли, участвовал в войне графа Эно с Робертом II Фландрским. Потом воевал с сыном Роберта II Балдуином. Тот захватил у Юга II замок Анкр и передал его своему кузену Карлу Датскому.
После смерти Балдуина Юг II вступил в союз с Клеменцией Бургундской — вдовой Роберта II. Их целью было изгнание из Фландрии Карла Датского и передача графской власти Вильгельму Ипрскому.
В последовавшей войне Карл Датский одержал победу и занял графство Сен-Поль (1119), приказав срыть городские укрепления. Мир был заключен на условиях, по которым Юг II признавал себя вассалом Фландрии. 

## Семья
Жена (свадьба не позднее 1085) — Элиссенда де Монтрёйль, дочь Ангеррана II, графа де Монтрёйля, и его жены Аделаиды Нормандской. Дети:
- Ангерран, погиб во время Первого крестового похода
- Юг III, граф де Сен-Поль
- Беатрикс де Сен-Поль, наследница графства Амьен, муж — Робер, второй сын Тома де Марля.